# Вайсер (Айдахо)
Вайсер (англ. Weiser) — місто в сільській західній частині американського штату Айдахо та окружний центр округу Вашингтон. Завдяки м'якому клімату, місто утримує ферми, сади і худобу в цьому районі. Місто розташоване в місці злиття річки Вайсер з великою річкою Снейк, по якій проходить кордон зі штатом Орегон. За даними перепису 2010 року населення становило 5 507 осіб. Місцеві жителі вимовляють назву міста як «Ві-зер».

## Географія
Вайсер розташований за координатами 44°15′25″ пн. ш. 116°58′13″ зх. д. / 44.25694° пн. ш. 116.97028° зх. д. (44.257037, -116.970400).  За даними Бюро перепису населення США в 2010 році місто мало площу 8,76 км², з яких 8,75 км² — суходіл та 0,01 км² — водойми. В 2017 році площа становила 7,75 км², з яких 7,72 км² — суходіл та 0,03 км² — водойми.

### Клімат
| Клімат : Вайсер                    | Клімат : Вайсер | Клімат : Вайсер | Клімат : Вайсер | Клімат : Вайсер | Клімат : Вайсер | Клімат : Вайсер | Клімат : Вайсер | Клімат : Вайсер | Клімат : Вайсер | Клімат : Вайсер | Клімат : Вайсер | Клімат : Вайсер | Клімат : Вайсер |
| Показник                           | Січ.            | Лют.            | Бер.            | Квіт.           | Трав.           | Черв.           | Лип.            | Серп.           | Вер.            | Жовт.           | Лист.           | Груд.           | Рік             |
| Середній максимум, °C              | 1,6             | 6,4             | 13,3            | 18,1            | 22,9            | 27,9            | 32,9            | 32,0            | 26,5            | 18,9            | 8,7             | 2,3             | 17,6            |
| Середній мінімум, °C               | −6,3            | −3,3            | 0,9             | 4,3             | 8,7             | 12,7            | 15,5            | 14,3            | 9,1             | 3,3             | −0,9            | −5,4            | 4,4             |
| Норма опадів, мм                   | 36              | 35              | 30              | 25              | 24              | 23              | 9               | 8               | 13              | 16              | 42              | 46              | 307             |
| ---------------------------------- | --------------- | --------------- | --------------- | --------------- | --------------- | --------------- | --------------- | --------------- | --------------- | --------------- | --------------- | --------------- | --------------- |
| Джерело: NOAA (normals, 1971–2000) |                 |                 |                 |                 |                 |                 |                 |                 |                 |                 |                 |                 |                 |

## Демографія

### Перепис 2010 року
Згідно даних перепису 2010 року, налічувалося 5 507 осіб, 2 158 домогосподарств і 1 396 сімей, які проживають у місті. Густота населення була 629.1 осіб на км². Налічувалося 2 355 одиниць житла з середньою густиною 269/км².
Расовий склад міста був таким:
- Білі — 80,8%
- Афроамериканці — 0,3%
- Індіанці — 0,9%
- Азіати — 1,0%
- Інших рас — 14,3%
- Двох або більше рас — 2,7%.

26,1% населення були іспаномовними або латиноамериканцями будь-якої раси.
Налічувалося 2 158 домогосподарств, з яких 33,4% мали дітей віком до 18 років, які проживають з ними, 46,2% були подружніми парами, що живуть разом, 13,2% були матерями-одиночками без чоловіків, 5,3% мали домовласника чоловічої статі без присутньої дружини і 35,3% не мали родини. 30,2% всіх домогосподарств складалися з окремих осіб і 15,6% були самотні особи, що були у віці 65 років та старше. Середній розмір домогосподарства був 2.50 осіб, а середній розмір родини — 3.11.
Середній вік в місті був 38.7 років. 26,4% жителів були у віці до 18; 7,8% були у віці від 18 і 24; 22,7% були від 25 до 44; 24,3% були від 45 до 64; і 18,7% були у віці 65 років та старше. Гендерний склад міста: 48,4% чоловіки і 51,6% жінки.
Середній дохід на одне домашнє господарство  становив 37 045 доларів США (медіана — 28 988), а середній дохід на одну сім'ю — 45 346 доларів (медіана — 39 149). Медіана доходів становила 27 287 доларів для чоловіків та 25 243 долари для жінок. За межею бідності перебувало 23,7 % осіб, у тому числі 33,7 % дітей у віці до 18 років та 16,6 % осіб у віці 65 років та старших.
Цивільне працевлаштоване населення становило 1919 осіб. Основні галузі зайнятості: освіта, охорона здоров'я та соціальна допомога — 16,3 %, роздрібна торгівля — 16,1 %, сільське господарство, лісництво, риболовля — 13,8 %, публічна адміністрація — 11,6 %.